# Arkitektur i København
København er berømt for at have balance mellem ny og gammel arkitektur og en homogen bygningsmasse i 5-6 etagers højde, og i 2008 vedtog Borgerrepræsentationen at Indre By skal friholdes for højhuse. Således fremstår store dele af Indre By ganske velbevaret på trods af historiske bybrande og bombardementer, selv om mange af de berømte tårne og spir er af nyere dato. Brandene betyder dog, at middelalderens bygningsmasse stort set er forsvundet, og det er derfor den eneste epoke, som er dårligt repræsenteret i byens fremtoning. Modsat fx Stockholm er København præget af punktvise fornyelser af bygningsmassen frem for voldsomme rydninger af større kvarterer. Samtidig har økonomien ofte lagt bånd på de mest ambitiøse projekter, hvorfor knopskydningsløsninger som ved Statens Museum for Kunst og Den Sorte Diamant er udbredt. Store dele af Indre By, Christianshavn og Frederiksstaden er underlagt bygningsfredning.
Som i mange lignende byer har venerationen for det bestående fulgt de økonomiske konjunkturer: I gode tider er det blevet revet ned, mens perioder med stagnation har resulteret i genbrug af bygninger. Byggefeberen har især raset efter voldenes fald i 1850'erne og 1860'erne, i 1880'erne og 1900'erne, i efterkrigstidens 1950'erne og 1960'erne og senest i 1990'erne og 2000'erne, der især så en vækst i boligbyggeriet. I sidstnævnte periode er gamle industrianlæg blevet omdannet til luksusboliger i verdensklassearkitektur, som fx Carlsberg-siloen (1997) af Vilhelm Lauritzens Tegnestue, Torpedohallen (2003) af Tegnestuen Vandkunsten og Gemini Residence (2005) af hollandske MVRDV i samarbejde med JJW arkitekter.

## Fra middelalderen
Store bybrande (bl.a. 1728 og 1795) og bombardementer (1807) de seneste århundreder har medført, at ganske få rigtig gamle bygninger står tilbage i den ældste del af byen. Pga. brande er de ældste boligejendomme i Indre By højst 370 år gamle, og bl.a. Vor Frue Kirkes storslåede gotiske klokketårn gik tabt ved branden i 1728. Sankt Petri Kirke fremstår som den eneste københavnske kirke i Indre By, der i store træk er bevaret fra middelalderen, dvs. 1400-tallet. Tårnet er fra 1500-tallet, mens det specielle rokokospir dog først blev rejst i 1757.
Nikolaj Kirkes tårn er fra 1591, men det nuværende spir (1910) er en rekonstruktion af det oprindelige fra 1669.
Konsistoriehuset fra ca. 1420, der var en del af Roskildebispens bolig, er en anden bevaret bygning fra perioden.

## 1600- og 1700-tallet
Christian 4. indtager ikke uden grund en særlig plads i byens historie. Ikke blot fordoblede han byens areal mod øst og anlagde Christianshavn, han var også hovedstadens første byplanlægger, der via ingeniøren Johan Semp introducerede en stram og regulær, nederlandsk inspireret byplan for Christianshavn (1617) i kontrast til det tilfældige middelalderlige gadenet. Mod øst skulle Sankt Anna Rotunda have været centrum for den nye bydel, hvilket orienteringen af Nyboders gader stadig afspejler.
Af alle kongens mange pragtbyggerier fremstår Børsen (1619-25) i nederlandsk renæssancestil som et enestående bygningsværk i europæisk arkitektur med bl.a. sine ni gavle, børsrampen og det berømte dragespir.
I anden halvdel af århundredet skete der ikke meget. Svenskekrigene var hårde ved byen, og blandt de få fornyelser, der skete efterfølgende, var anlæggelsen af Kastellet (1661-65) ved Henrik Ruse. Frederik 3. planlagde et slot i Kastellet, men det blev kun til Sophie Amalienborg (1667-73), der senere måtte vige pladsen. Under efterfølgeren Christian 5. blev Nyhavn gravet ud, Kongens Nytorv anlagt og Charlottenborg (1672-83) opført. Disse byggerier vidnede om den ændrede smag i retning af nederlandsk barokstil, men først med Frederik 4. slog barokstilen for alvor igennem i form af Frederiksberg Slot (1699 ff.) og Den røde Bygning for Danske Kancelli ved siden af kongeslottet.
I kølvandet på Københavns brand 1728 blev borgerhusene genopbygget efter J.C. Kriegers tegninger. Det gav sig udslag i de såkaldte "ildebrandshuse" med gavlkviste og kraftige farver, f.eks. på Gråbrødretorv 1-5.
1700-tallet blev et stort arkitektonisk århundrede for byen. Det gamle Københavns Slot, der var et miskmask af forskellige perioders lappeløsninger, blev revet ned af den byggelystne Christian 6., der lod det første Christiansborg Slot opføre. Slottet brændte 1794, men Ridebaneanlægget med Marmorbroen (1745) stammer fra det første Christiansborg og er tegnet af Nicolai Eigtved i wienerbarok og fransk rokoko. Det betragtes som et af Europas smukkeste arkitekturmonumenter fra midten af 1700-tallet.
Eigtved var også arkitekten bag den nye bydel Frederiksstaden, som blev igangsat af Frederik 5. i 1749, og som blev et triumftog for rokokostilen. Centralt blev der anlagt en stor ottekantet plads, Amalienborg Slotsplads med fire adelspalæer opført i 1750'erne i saksisk-inspireret rokoko. Anlægget regnes for et hovedværk inden for såvel dansk som europæisk bygningskunst og omkranser J.F.J. Salys mesterværk: Rytterstatuen af Frederik 5. (1768).
På tværs af slotspladsen løber bydelens ene hovedakse, som har sit udspring i Frederikskirken (Marmorkirken) påbegyndt i 1754 af Jardin og færdiggjort i 1894 af Meldahl i en stilefterligning af italiensk barok. Kuppelkirken betragtes som en vellykket afslutning på Frederiksstaden. Kirkerummet er 46 meter højt, og kuplen spænder 31 meter. I modsatte ende af aksen, der oprindeligt blev afsluttet af rytterstatuen, ligger Amaliehaven (1983) ud til havnen, og i 2004 blev aksen forlænget med Henning Larsens Operahus – et kontroversielt projekt, som mødte kritik fra bl.a. Akademiraadet.
To andre mesterlige arkitekter skabte barokkens København: Eigtveds konkurrent Lauritz de Thurah, der tegnede det berømte snoede trappespir på Vor Frelsers Kirkes tårn (1752) med en tre meter forgyldt Kristusfigur på toppen, og Philip de Lange, der udformede Holmens bygninger, bl.a. Mastekranen (1750).
Efter Eigtveds død skiftede moden i retning af Louis Seize og klassicisme. C.F. Harsdorff tegnede et sobert hus med pilastre på Kongens Nytorv, som blev en "model" for andre arkitekter i tiden, der fulgte. Efter byens brand 1795 og englændernes bombardement 1807 skulle store dele af byen genopføres, og Harsdorffs elever, Johan Martin Quist og Andreas Hallander, udførte denne opgave i hans fodspor. Det blev til sparsomt dekorerede, forfinede huse; ofte med afskårne hjørner. Det meste af Indre By præges af denne borgerlige, uprætentiøse arkitektur. Københavns stadskonduktør og stadsbygmester, Jørgen Henrik Rawert og Peter Meyn, havde efter branden udarbejdet en plan, som anviste, hvordan det nye Københavnske gadenet skulle anlægges, og Kronprinsessegade er et særligt fint eksempel på en husrække fra denne tid.

## 1800-tallet
1800-tallets store arkitekt C.F. Hansen tegnede Københavns Domhuset (1815), oprindelig kombineret med Københavns femte rådhus, og Københavns domkirke Vor Frue Kirke i meget ren nyklassicistisk stil med henholdsvis dorisk og jonisk tempelportal. Det faldt i Hansens lod at fylde den genopbyggede by op med monumentalbygninger, hvilket gjorde ham i stand til at konstruere fornemme ensembler af bygninger, bl.a. samspillet mellem Frue Kirke og Metropolitanskolen.
C.F. Hansen øvede også efter sin død 1845 stor indflydelse på datidens arkitektursyn, og klassicismen blev knæsat som ideal, indtil historicismens arkitekter gjorde op med denne arv. Hansens svigersøn, G.F. Hetsch, blev toneangivende i senklassicismen. Han gav stilen et tysk præg, der blev taget op af bl.a. H.C. Stilling, P.C. Bønecke, stadsbygmestrene Peder Malling og N.S. Nebelong og P.C. Hagemann. Modsat C.F. Hansens formsprog blev de plastiske virkninger nedtonet til fordel for det lave relief og større detaljerigdom på facaderne. De fleste af disse arkitekter bevægede sig dog i 1840'erne i retning af historicismen. M.G. Bindesbølls Thorvaldsens Museum (1848) markerede både en kulmination af klassicismen og dens endeligt.
I slutningen af århundredet blev klassicismen således afløst af historicismen, også kaldet eklekticisme (stilblanding). I denne periode stod Vilhelm Dahlerup for nogle af byens fineste og mest folkekære bygninger, lige fra officielle huse såsom Det Kongelige Teater (1874) og det monumentale Statens Museum for Kunst (1896) inspireret af italiensk renæssance og til små steder som Søpavillonen (1894) og Pantomimeteatret (1874) i Tivoli.
Voldenes fald (1856) blev startskuddet på en utøljet og liberalistisk tid, hvor nye arbejderkvarterer hastigt skød op, bygget af spekulanter. Byens første byggelov fra samme år var meget elastisk og resulterede i brokvarterernes og Gammelholms bygningsmasse, hvor der var en afgrundsdyb forskel på de heftigt dekorerede facader mod gaden og de mørke baggårde og små lejligheder.
Herman Bangs roman Stuk skildrer livet i de glade 1880'ere og parodierer byggematadoren Hellig-Hansen, der har skabt store dele af det København, som vi kender i dag, bl.a. kvarteret omkring Israels Plads med de festligt udsmykkede facader.
Byens vokseværk, foranlediget af de mange tilflyttere fra landet, øgede behovet for nye skoler, vandværker, kirker etc. Byens første vandværk (1859) kan stadig beses ved Vesterport Station, og den første kirke uden for voldene var Skt. Johannes Kirke på Nørrebro (1862). I 1886 fik byen en stadsarkitekt, Ludvig Fenger, der fik monopol på kommunens opgaver og skulle sikre kvaliteten i det offentlige byggeri. Det var ikke populært blandt de private arkitekter, men i realiteten blev mange opgaver overdraget til andre, fordi Fenger ikke kunne overkomme arbejdsbyrden. Mange kommuneskoler er således tegnet af Andreas Clemmensen og Hans J. Holm, og Thorvald Jørgensen fik mange kirkeopgaver. Byens største opgave, det nye Københavns Rådhus, gik heller ikke til Fenger, hvis historicerende stil i mellemtiden var blevet gammeldags.

## 1900-tallet
Det 20. århundrede blev således indledt med bygningen af byens sjette rådhus, Martin Nyrops mesterværk og den nationalromantiske bygningskunsts gennembrud, Københavns Rådhus (1905). Det er, ud over at være en af byens mest markante bygninger, fyldt med en detaljerigdom såvel udvendigt som indvendigt med det bedste håndværk. Inspirationen spænder fra vikingekunst til norditaliensk renæssance. Den forgyldte statue af Biskop Absalon på facaden blev udført af billedhugger Vilhelm Bissen, og indvendigt optager Rådhushallen 1048 kvm.
I 1911 fik byen endnu en stor bygning i samme stil: Københavns Hovedbanegård tegnet af Heinrich Wenck som var den tredje i rækken og udmærkede sig ved sine vældige trækonstruktioner over ankomsthal og perroner. Anlagt oven på en udgravning mellem Reventlowsgade og Bernstorffsgade blev samtlige 12 spor ført videre under ankomsthallen ad Boulevardbanen.
Ved Rådhuset ligger Anton Rosens Palace Hotel (1910), som er et hovedværk i dansk jugendarkitektur. Især det svungne indgangsparti og det 65 meter høje tårn med fire mosaikker af Johannes Kragh er iøjnefaldende.
Byen blev præget af både indlemmelsen af store nye distrikter (1902) og af et helt ændret syn på bybygning. Laissez-faire-holdningen blev erstattet af byplanlægning. Det resulterede på den ene side i forsøg på at lappe på skaderne fra det forrige århundrede ved bl.a. at udlægge Fælledparken (1905-11), Enghaveparken (1929) og Nørrebroparken (1934-35) for at skabe åndehuller i de tæt bebyggede områder og på den anden side i planlægningen af byens fremtidige ekspansion. Københavns Kommune opkøbte store landområder med henblik på fremtidig rationel planlægning. Samtidig betød bolignøden efter 1. verdenskrig, at kommunen blev bygherre for adskillige store boligblokke, hvor lejlighederne var veldisponerede og komfortable. Omtrent samtidigt blev Bispebjerg Hospital (1908-13) opført.
Københavns Politigård (1918-24) af Hack Kampmann m.fl. er det mest fremstående eksempel på den nordiske nyklassicisme i Danmark. Det meget rå ydre modsvares af en indre cirkulær, åben gård med 44 dobbeltsøjler og en diameter på 44 meter. Modsat indgangen ligger en firkantet søjlehal, Mindegården, med ovenlysåbning og otte korintiske søjler.
Grundtvigs Kirke (1921-40) på Bjerget i Bispebjerg hører ikke til blandt de største turistmagneter, men har en helt unik arkitektur og imponerende størrelse. Kirken er tegnet af arkitekt P.V. Jensen Klint og opført i ekspressionistisk nationalromantik med gotiske træk. Den er udelukkende bygget i gule mursten som landets seneste store kirke – kirkerummet er Danmarks største. Kirken fremstår som en landsbykirke i katedralformat med noget så sjældent for en dansk kirke som høje gennembrudte stræbepiller, og det mægtige tårn med den tredelte trappegavl fremhæves som et af århundredets mest specielle bygningsværker. Den omgivende lave bebyggelse er opført 1924-36 i samme stil og understreger kirkens format.
En af 1900-tallets største arkitekter Arne Jacobsen introducerede modernismen i Danmark med Bellevue Teatret og boligbebyggelsen Bellavista (1934-37) nord for København. Selve byen har han præget med tre bygninger: Stellings Hus (1937) på Gammeltorv, er tilpasset husrækken, Royal Hotel (1960), hvor han stod for hotellets totaldesign inkl. møbler, bestik og farvesætning, er inspireret af Lever House i New York City, og Nationalbanken (1978), der ligesom Politigården udefra fremstår meget lukket og afvisende, men som både rummer gårdhaver og haveanlæg bag murene og glasfacaderne. Alle tre bygningsværker går for at være hovedværker i dansk modernistisk arkitektur.
Kommunens fremsynede planlægning udmøntede sig i 1930'erne, 40'erne og 50'erne i bebyggelsen af Nordvestkvarteret og Bispebjerg, Sundbyerne og det tidligere banegårdsterræn ved Vesterport. Kay Fisker og Svenn Eske Kristensen stod for meget af boligbyggeriet udført i en human dansk funktionalisme, hvor teglsten spillede hovedrollen, f.eks. Vestersøhus (1939). Disse huse havde alle tidens moderne bekvemmeligheder.
Allerede omkring 1905 havde man indledt en sanering af området omkring Gothersgade og Gammel Mønt, men problemerne med usanitære og usle boligforhold var langt fra løst. I 1930'erne blev den ene side af Torvegade på Christianshavn revet ned, og 1940'erne tog man fat på saneringen af Ny-København mellem Kongens Have, Nyboder, Frederiksstaden og Gothersgade. Saneringen resulterede i et velordnet bolig- og erhvervskvarter, men mødte kritik pga. tab af identitet og kulturarv.
Efterkrigstidens planlægning af hovedstadsområdet blev understøttet af Fingerplanen (1947), der er optaget i Kulturkanonen. Fingerplanen fastlagde, at den bymæssige fortætning fremover primært skulle koncentreres i korridorer – "fingre" – langs S-banenettet, mens "mellemrummene" mellem "fingrene" skulle friholdes til grønne områder. Samtidig fortsatte byens udvidelse. Tingbjerg i kommunens nordvestlige udkant var et helt nyt, totalplanlagt byområde tegnet af Steen Eiler Rasmussen.
Den stigende bilisme måtte naturligvis ændre bybilledet, og i de første år satsede kommunen (med stadsingeniør Olaf Forchhammer i spidsen) på at udvide gader for at føje trafikstrømmen. De mest ekstreme udslag af dette var City Plan Vest og Søringen-projektet (1968), der ville erstatte store dele af byen med nye motorgader og kommercielle centre. Tegneren Bo Bojesen lavede satire over dette ved at tegne en hovedstad, der var forsvundet i parkeringshuse. Reelle effekter af denne praksis var bl.a. det massive Gutenberghus-kompleks, der kom til at ligne en gøgeunge i Indre By. Omkring 1970 ændrede kommunen dog politik i retning af bygningsbevaring, da den indså, at der i længden aldrig ville være plads nok i Indre By til de nye tiders funktioner. Den sidste drastiske rydning af bygningsmasse i Indre By var rydningen af Toldboden i 1973, hvor A.P. Møller-Mærsks hovedsæde (1974-79) rejstes i stedet, tegnet af Ole Hagen, der var en markant modernistisk arkitekt i perioden. På samme område opførte Eva og Nils Koppel bygninger for Direktoratet for Toldvæsenet (1973-75). I kraft af Nils Koppels embede som kongelig bygningsinspektør satte Koppel-parret også et væsentligt fingeraftryk på København i dette årti og det foregående.
I sin bog om københavn (1969) havde arkitekturprofessor Steen Eiler Rasmussen kritiseret, at der ikke fandtes et centralt planlægningsorgan for hele hovedstadsregionen. Hans ønske blev opfyldt, da Hovedstadsrådet blev dannet i 1974, men rådet blev allerede nedlagt igen 1989.
1970'erne og 1980'erne var præget af international modularkitektur uden særpræg samt en byggeiver, der hovedsagelig var koncentreret omkring forstadskommunerne, oftest i form af elementbyggeri i beton. I de centrale dele af København var der i perioden mest fokus på bysaneringer, denne gang rettet mod de kummerlige baggårdskarréer i brokvartererne. Saneringen medførte, at dele af Nørrebro blev ryddet (den sorte firkant) til fordel for tvivlsomme erstatninger.
Undtagelser var dog fx Fællestegnestuens fokus på kollektive boligbebyggelser, Tegnestuen Vandkunstens postmodernistiske boligbyggerier fra slutningen af 1980'erne med fantasifulde pastelfarvesammensætninger, og Jørn Utzons elegante, hvide søjlebårne Paustians Hus (1987), der satte standard for arkitekturen langs Kalkbrænderiløbskajen i Nordhavnen.
1980'erne, hvor byen var på fallittens rand, blev præget af genbrug – ikke blot pga. Bz-bevægelsen, men også via kommunen, der konverterede forladte remiser til medborgerhuse. I begyndelsen af 90'erne blev byens pladser fredeliggjort af stadsarkitekt Otto Käszner. Sankt Hans Torv og Gammeltorv/Nytorv er i dag populære byrum. Samtidig blev store bevarende byfornyelsesprojekter igangsat på Vesterbro og i Holmbladsgade-kvarteret på Amagerbro. Disse processer, hvor det var en politik, at små lejligheder skulle lægges sammen til større, og som ændrede befolkningssammensætningen, affødte tale om gentrificering.
"Kramer vil se kraner" blev det sagt om overborgmester Jens Kramer Mikkelsen, og det gik i opfyldelse. Iveren efter at få gang i byggeriet og økonomien betød slækkede krav til kvaliteten i den første generations arkitekturprojekter, herunder Kryolitgrunden (Tietgens Have), stadionet Parken, bygningerne i Københavns Frihavn og langs Kalvebod Brygge. På grund af det private ejerskab til Københavns Havn blev havnen genstand for spekulation, nu hvor den var tømt for maritime aktiviteter.
Anlæggelsen af Ørestad var den mest vidtrækkende af projekterne, der skulle trække hovedstaden op af hængedyndet. Bydelen blev dog planlagt efter efterkrigstidens modernistiske forbilleder og er blevet kritiseret for at være for gennemplanlagt og usmidig.
Mod slutningen af århundredet begyndte en reel opblomstring i arkitekturen. I første omgang i forbindelse med vellykkede tilbygninger til eksisterende kulturinstitutioner som Statens Museum for Kunst, som C.F. Møllers Tegnestue stod for 1992-98.
Året efter vakte Det Kongelige Biblioteks nye tilbygning opsigt. Den Sorte Diamant af arkitekterne Schmidt, Hammer & Lassen udmærkede sig ved sine hældende facader i sort, blankpoleret granit samt sit angivelige samspil med den eksisterende biblioteksbygning på tværs af Christians Brygge. Begge projekter var flagskibe i forbindelse med Kulturby 96.

## Efter år 2000
Det nye årtusind har leveret en perlerække af nye opsigtsvækkende byggerier takket være såvel traditionsrige som helt nye tegnestuer og arkitektfirmaer fra ind- og udland. Arkitekturen har for de fleste byggeriers vedkommende været præget af et helt særegent formsprog på et højt internationalt niveau. Som noget nyt viste udenlandske arkitekter og byplanlæggere i stor stil interesse for nye byggeprojekter. Bl.a. Daniel Libeskind, Norman Foster og Jean Nouvel har fået sat deres præg på København.
To af de største byggeprojekter gik dog til to danske arkitektfirmaer: Operaen på Holmen (2004) stod Henning Larsens tegnestue for, mens Lundgaard & Tranberg satte stregerne til Skuespilhuset (2007) skråt overfor ved Sankt Annæ Plads. Sidstnævnte stod også bag det karakteristisk runde Tietgenkollegium i Ørestad Nord.
Af andre væsentlige byggerier kan nævnes Ørestad Gymnasium (2006) af 3XN samt de halvfuturistiske beboelsesejendomme Gemini Residence (2005) ved Havnestaden på Islands Brygge og Metropolis (2008) på Sluseholmen. Førstnævnte blev udviklet af hollandske MVRDV, og lejlighederne blev monteret imellem og uden på to tidligere frøsiloer.
Det høje arkitektoniske niveau er i visse tilfælde blevet understreget med inddragelse af anerkendte kunstnere. To særlige eksempler er boligkarreen Nordlyset (2006) på Amerika Plads, hvor C.F. Møller samarbejdede med kunstneren Ruth Campau, og Bispebjerg Bakke (2006), hvor Bjørn Nørgaard i samarbejde med Boldsen & Holm Arkitekter skabte to meget særprægede, organisk udformede bygninger.
Af nye store arkitekter kan nævnes Bjarke Ingels, som har markeret sig med bl.a. Havnebadet på Islands Brygge (2003) samt de innovative boligbyggerier VM Husene (2005) og VM Bjerget (2008) i Ørestad. Dorte Mandrup har gjort sig bemærket med en række fine ombygninger samt kultur- og institutionsbygninger fx Kvarterhuset i Holmbladsgade (2006).

## Højhuse, bygninger og tårne i København
København har længe været en tætbebygget, men ikke særlig høj by. Dette skyldes bl.a. en respekt for byens historiske tårne samt meget strenge bygningsregulativer. I de sidste 100 år har den generelle maksimale bygningshøjde været 6½ etage eller ca. 25 meter. Dette har medført, at de højeste bygninger i indre by til dato er tårne og spir på Københavns Rådhus, Christiansborg og kirker, Vor Frelsers Kirke samt Nikolaj Udstillingsbygning. På Amager skal der ligeledes tages højde for indflyvningen til lufthavnen, hvorfor maksimal byggehøjde i Ørestad er ca. 85 meter.
De sidste ti år er to markante højhusprojekter indenfor søerne blevet forkastet: Hollandske Erick van Egeraats højhuse på Krøyers Plads, og senest Norman Fosters Tivoli-hotel ved Rådhuspladsen. For at komme skeptikerne i møde offentliggjorde Københavns Kommune i slutningen af 2006 en højhusstrategi og et debatoplæg, hvori man blandt andet foreslog egnede områder til høj bebyggelse.
Et af de områder, hvor der bygges højhuse, er Ørestad, hvor der 2001-2016 bl.a. er blevet opført fem højhuse på 75-85 meter, herunder Bella Hotel på 76,5 m. Et andet er Jernbaneterrænet på Vesterbro og Kalvebod Brygge, hvor der 2000-2010 blev bygget 7 bygninger på 40-50 meter.
Marmormolen i Søndre Frihavn er udset som et kommende højhusområde. Ligeledes er det meningen, at der med tiden bl.a. skal opføres 9 højhuse på 50-120 meter på Carlsberg-grunden, og på længere sigt kan Ydre Nordhavn og Refshaleøen udvikles til byområder med mulighed for særlig høje bygninger (op til 180 meter).
Et betragteligt antal af Danmarks højeste bygninger ligger i København. Den højeste menneskeskabte struktur i byen er Gladsaxesenderen på 220 meter.
| Nummer | Bygning                        | Opført | By/bydel            | Højde   | Etager | Funktion                |
| ------ | ------------------------------ | ------ | ------------------- | ------- | ------ | ----------------------- |
| 1      | Herlev Hospital                | 1976   | Herlev              | 120 m   | 30     | Hospital                |
| 2      | Tårnet på Christiansborg       | 1928   | Indre by            | 106 m   |        | Statslig administration |
| 3      | Tårnet på Københavns rådhus    | 1905   | Indre by            | 105,6 m |        | Kommunal administration |
| 4      | Domus Vista                    | 1969   | Frederiksberg       | 102 m   | 30     | Bolig/erhverv           |
| 5      | Vor Frelsers Kirkes tårn       | 1752   | Kbh./Christianshavn | 91 m    |        | Kirke                   |
| 6      | Skt. Nikolaj kirke             | 1912   | Indre by            | 90 m    |        | Udstillingsbygning      |
| 6      | Helligåndskirken               | 1409   | Kbh./Indre by       | 90 m    |        | Kirke                   |
| 8      | Carlsberg Hovedkontor          | 1961   | Kbh./Vesterbro      | 88 m    | 22     | Erhverv                 |
| 9      | Radisson SAS Scandinavia Hotel | 1973   | Kbh./Amager Vest    | 86 m    | 26     | Hotel                   |
| 10     | Crowne Plaza Copenhagen Towers | 2009   | Kbh./Ørestad        | 85 m    | 25     | Hotel                   |

### Facadesten
Byggematerialer til Københavns især ældre bygningers facader, trapper, gulve mm er ofte hentet i danske stenbrud, især fra Bornholm og Stevns, men også fra Norge og Skåne.

## Bygninger i Københavns Kommune tegnet af udenlandske arkitekter efter 1850
Udenlandske arkitekter forstået som arkitekter, der ikke er uddannet i Danmark, og som ikke har været ansat som danske embedsmænd.

Denne liste er ufuldstændig; hjælp gerne med at udfylde den.
- Den Katolsk-Apostolske Kirke (København) (1870-71 af John Belcher & Son)
- Alexander Nevsky Kirke (1881-83 af David Ivanovitj Grimm)
- St. Alban's English Church (1885-87 af Sir Arthur Bloomfield)
- Svenska Gustafskyrkan (1908-11 af Theodor Wåhlin)
- Ford Motor Company A/S (1924 af Albert Kahn, nedrevet 2006)
- Den amerikanske ambassade i København (1950-54 af Ralph Rapson og John van der Meulen, ombygget)
- Dansk Jødisk Museum (2004 af Daniel Libeskind)
- Gemini Residence (2002-05 af MVRDV og JJW Arkitekter)
- DRs koncertsal (2003-09 af Jean Nouvel)
- Elefanthuset i København Zoo (2006-08 af Foster + Partners)
- Tietgens Ærgrelse (2006-10 af Tony Fretton Architects)
- Bryghusprojektet (2013-17 af OMA)